# Шарль де Тольне
Шарль де Тольне (фр. Charles de Tolnay; при народженні Карой фон Тольнаї (угор. Károly von Tolnai); 27 травня 1899 року, Будапешт, Угорщина — 17 січня 1981 року, Флоренція, Італія) — угорський мистецтвознавець та експерт із творчості Мікеланджело. За словами Ервіна Панофскі — один «із найяскравіших мистецтвознавців» свого часу.

## Життя і творчість
Карой фон Тольнаї народився 27 травня 1899 року в Будапешті, Австро-Угорщина. Він був сином Арнольда фон Тольнаї (угор. Arnold von Tolnai), чиновника угорської адміністрації. У 1918 році він почав вивчати історію мистецтва та археологію як Карл Тольнаї (нім. Karl Tolnai) у Німеччині, спочатку в Берлінському університеті (під керівництвом Адольфа Ґольдшмідта), потім у Франкфуртському університеті (під керівництвом Рудольфа Каутча (нім. Rudolf Kautzsch)).
Протягом цього періоду він також захоплювався мандрами. Між 1921 і 1922 роками він здійснив свою першу поїздку до Бельгії, відвідавши Брюссель, Антверпен, Левен, Гент, Брюгге та Льєж. У 1923 році він відвідав Париж, Окситанію, Іспанію, Лісабон, Турин, Мілан і Венецію. У 1924 році він здійснив стоденну подорож до Італії, відвідавши Флоренцію та Рим, де був вражений мистецтвом Мікеланджело.
Він продовжив вивчати історію мистецтва у Віденському університеті (у Юліуса фон Шлоссера та Макса Дворжака), де написав докторську дисертацію про Ієроніма Босха (1925).
У 1928 році він став викладачем Гамбурзького університету та другом молодого Ервіна Панофскі. Там він написав книгу про пізню архітектуру Мікеланджело (1929). Потім він переїхав до Риму, де багато досліджував у бібліотеці Герціана. Між 1934 і 1939 роками він викладав історію мистецтва в паризькій Сорбонні, де змінив своє ім'я на «Шарль де Тольне» (фр. Charles de Tolnay). У 1939 році він іммігрував до Сполучених Штатів, громадянином яких він став у 1945 році, працюючи кілька років в Інституті передових досліджень у Принстоні, Нью-Джерсі. За словами Ернеста Г. Вілкінса (англ. Ernest H. Wilkins): «з багатьох спеціалістів, які працюють в Інституті перспективних досліджень, напевно, ніхто не є більш невтомним дослідником, ніж Шарль де Тольне, угорський авторитет у галузі мистецтва Відродження». У 1953 році Тольне призначили професором історії мистецтва в Колумбійському університеті, звідки він вийшов на пенсію в 1965 році. У тому ж році він став директором музею Каза Буонарроті у Флоренції, який він допоміг реорганізувати.
Він написав фундаментальні дослідження про фламандський живопис, зокрема про Босха, Яна ван Ейка та Робера Кампена, Гуго ван дер Гуса та Пітера Пауля Рубенса, а також про живопис Рембрандта та Яна Вермера. З 1943 року його увага була зосереджена на Мікеланджело, працюючи над 5-томним дослідженням його творчості, яке назвали «найбільшим, найнауковішим дослідженням Мікеланджело нашого покоління». Також важливими є його праці про двір Матвія Корвіна, короля Угорщини та Хорватії, а також роботи про Біччі ді Лоренцо, Мазаччо, Філіппо Ліппі, Доменіко Гірландайо, Рафаеля, Леонардо да Вінчі, Тінторетто, Понтормо, Дієго Веласкеса, Ніколя Пуссена, Антуана Ватто, Ежена Делакруа, Поля Сезанна та інших.
Тольне помер 17 січня 1981 року у Флоренції, Італія.
За словами Ервіна Панофскі, Тольне «вирізняється рідкісним поєднанням конструктивної наукової уяви та глибокого знавця… Завдяки своїй надзвичайній енергії д-р ф. Тольне значно розширив наші знання про Босха, Брейгеля і особливо Мікеланджело».
За словами Ернеста Мангайма: «всі любили Тольне, тому що він мав дуже цікаві думки. Він шукав зв'язок між історією мистецтва, аналізом мистецтва та соціологією».

## Вибрані публікації
- Die Zeichnungen Pieter Bruegels. Munich 1925.
- Die späten architektonischen Projekte Michelangelos. Hamburg, 1929.
- Pierre Bruegel l'ancien. 2 vols. Brussels, 1935.
- Hieronymus Bosch. Basel, 1937.
- Le Maître de Flémalle et les freres Van Eyck. Brussels, 1939.
- History and Technique of Old Master Drawings: A Handbook. New York, 1943.
- Michelangelo. 5 vols. Princeton, 1943—1960.
- Hieronymus Bosch. London, 1966.
- Nuove osservazioni sulla Cappella medicea. Rome, 1968.
- Il riordinamento delle collezioni della casa Buonarroti a Firenze. Rome, 1969.
- L'omaggio a Michelangelo di Albrecht Dürer. Rome, 1970.
- L'«Ultimo» ritratto di Galileo Galilei. Rome, 1975.
- Corpus dei disegni di Michelangelo. Novara, 1975—1980.

## Виноски
1. 1 2 3 4 5 6 7  Bibliothèque nationale de France BNF: платформа відкритих даних — 2011.
2. 1 2  Енциклопедія Брокгауз
3. ↑  Southorn J. Tolnay [Tolnai], Charles Erich de // Grove Art Online / J. Turner — [Oxford, England], Houndmills, Basingstoke, England, New York: OUP, 2018. — doi:10.1093/GAO/9781884446054.ARTICLE.T085430
4. 1 2 3  http://www.renyiandras.hu/index.php/tanulmanyok/charles-de-tolnay
5. 1 2  RKDartists
6. 1 2 3 4  Ulrike Wendland, «Charles de Tolnay». In Biographisches Handbuch deutschsprachiger Kunsthistoriker im Exil: Leben und Werk der unter dem Nationalsozialismus verfolgten und vertriebenen Wissenschaftler. Munich: Saur, 1999, vol. 2, pp. 703—713.
7. 1 2 3 4 5  Tolnay, Charles de. arthistorians.info (англ.). 21 лютого 2018. Процитовано 19 вересня 2022.
8. ↑  Gerrit Verstraete, «Research is Drawing Upon» (2013), p. 12 (PDF). Архів оригіналу (PDF) за 4 березня 2016. Процитовано 19 вересня 2022. [Архівовано 2016-03-04 у Wayback Machine.]
9. ↑  Hans Sedlmayr, Art in Crisis (New Brunswick, 2007), p. 186, note 2.
10. ↑  Ernest H. Wilkins, «Petrarca, Valla, Ficino, Pico, Pomponazzi, Vives: The Renaissance Philosophy of Man. Edited by Ernst Cassirer; Paul Oskar Kristeller; John Herman Randall, Jr., in collaboration with Hans Nachod; Charles Edward Trinkhaus; Josephine L. Burroughs; Elizabeth L. Forbes; William Henry Hay II; Nancy Lenkeith. Chicago, The University of Chicago Press, 1948». Italica, Vol. 26, No. 4 (Dec. 1949), pp. 298—300.
11. ↑  Casa Buonarroti: Biblioteca
12. ↑  Creighton Gilbert, «Tolnay's Michelangelo»
13. ↑  Elisabeth Welzig, Die Bewältigung der Mitte: Ernst Manheim, Soziologe und Anthropologe. Vienna, Cologne and Weimar: Böhlau, 1997, p. 53.

## Для подальшого читання
- Charles de Tolnay, «Erinnerung an Gustav Pauli und an meine Hamburger Jahre.» Jahrbuch der Hamburger Kunstsammlungen, vol. 19 (1974), pp. 10-12.
- Roberto Salvini, «Il metodo critico di Charles de Tolnay.» In Accademia nazionale dei Lincei, 381 (1984), pp. 1-31 (special issue: «Charles de Tolnay: Giornata commemorativa»).
- «Charles de Tolnay.» Times (London), January 22, 1981, p. 16